# Primera divisió escocesa de futbol
La Primera Divisió d'Escòcia (en anglès: Scottish Football League First Division) va ser fundada el 1890 i és la segona divisió de futbol més important d'Escòcia.
La lliga conté deu equips i tots s'enfrenten quatre vegades contra els altres. Cada final de temporada l'equip guanyador puja a la Scottish Premier League. L'últim equip classificat baixa directament a la Segona Divisió i el penúltim va a un play-off amb el segon el tercer i el quart de la categoria inferior.